# Halime Hatun
Ne doit pas être confondu avec Halime Sultan.
 (janvier 2020).
Si vous disposez d'ouvrages ou d'articles de référence ou si vous connaissez des sites web de qualité traitant du thème abordé ici, merci de compléter l'article en donnant les références utiles à sa vérifiabilité et en les liant à la section « Notes et références ».
Halime Hatun ou Halime Sultan (en turc ottoman : حلیمہ خاتون), née vers 1205 à Konya et morte vers 1281[réf. nécessaire] à Söğüt, elle est la mère d'Osman Ier, fondateur de l'Empire ottoman.

## Biographie
Ses origines sont inconnues ; elle est diversement appelée "Hayme Ana" et "Khaimah" dans les légendes ultérieures et n'est mentionnée du tout dans aucun texte ottoman historique. Hayme Ana est aussi un nom traditionnel de la mère d'Ertuğrul.
Selon des mentions obscures dans les légendes ottomanes ultérieures, elle était la fille d'un Bey turkmène. Certaines légendes la décrivaient comme la mère d'Osman Ier, cependant, l'historien Heath W. Lowry, parmi d'autres érudits ottomans, déclare que la mère d'Osman est inconnue. Le lieu de sépulture de Halime Hatun est situé dans le jardin de la tombe d'Ertuğrul Gazi à Söğüt, l'actuelle Turquie. Selon l'historien Cemal Kafadar, la "récupération" et la "reconstruction" de cette tombe par le sultan Abdulhamid II au XIXe siècle, avec une inscription ajoutée plus tard, étaient politiquement motivées. 
Halime Hatun s'est mariée avec Ertuğrul, elle lui a donné trois fils, Gündüz Alp, Saru Batu Savcı Bey et Osman, ce dernier est le fondateur de l'Empire ottoman.
Elle est décédée peu de temps avant son époux.

### Lieu de décès
La tombe de Halime Hatun se trouve à Söğüt, près de son époux Ertuğrul.

## Dans la culture populaire
Dans la série télévisée turque Diriliş: Ertuğrul (2014 à 2019) qui relate de manière romancée la vie d'Ertuğrul Gâzi, elle est interprétée par Esra Bilgiç.